# Ohashi Akiyoshi
Akiyoshi Ohashi (sinh ngày 11 tháng 12 năm 1962) là một cầu thủ bóng đá người Nhật Bản.

## Sự nghiệp câu lạc bộ
Akiyoshi Ohashi đã từng chơi cho Nagoya Grampus Eight.